# Lanicé
Lanicé ou Laniké (en grec ancien Λανίκη / Laniké), née en Macédoine vers 380 av. J.-C., est la fille d'un dénommé Dropidas et la sœur de Cleitos le Noir, général d'Alexandre le Grand dont elle a été la nourrice. Elle est l'épouse d'Andronicos d'Olynthe. Elle a eu pour fils Protéas et deux autres fils qui sont tués durant le siège de Milet en 334.